# Marta Onofre
Marta Onofre (28 gennaio 1991) è un'astista portoghese.

## Record nazionali
- Salto con l'asta indoor: 4,51 m ( Pombal, 6 marzo 2016)

## Palmarès
| Anno | Manifestazione          | Sede           | Evento           | Risultato | Prestazione | Note                                     |
| ---- | ----------------------- | -------------- | ---------------- | --------- | ----------- | ---------------------------------------- |
| 2011 | Europei under 23        | Ostrava        | Salto con l'asta | 15ª (q)   | 3,95 m      |                                          |
| 2013 | Europei under 23        | Tampere        | Salto con l'asta | 13ª (q)   | 4,05 m      |                                          |
| 2014 | Europei                 | Zurigo         | Salto con l'asta | 24ª (q)   | 4,15 m      |                                          |
| 2015 | Universiadi             | Gwangju        | Salto con l'asta | 8ª        | 4,15 m      |                                          |
| 2016 | Mondiali indoor         | Portland       | Salto con l'asta | nm        | nm          |                                          |
| 2016 | Europei                 | Amsterdam      | Salto con l'asta | 15ª (q)   | 4,35 m      |                                          |
| 2016 | Giochi olimpici         | Rio de Janeiro | Salto con l'asta | 24ª (q)   | 4,30 m      |                                          |
| 2017 | Universiadi             | Taipei         | Salto con l'asta | Bronzo    | 4,40 m      | Miglior prestazione personale stagionale |
| 2018 | Giochi del Mediterraneo | Tarragona      | Salto con l'asta | 7ª        | 4,11 m      |                                          |